# Le Secret des roses

Le secret des roses (Die Rosenkönigin) est un téléfilm allemand réalisé par Peter Weck et diffusé en 2007.

## Fiche technique
- Titre original : Die Rosenkönigin
- Réalisation : Peter Weck
- Scénario : Erich Tomek et Carsten Kukla
- Photographie : Peter Von Haller
- Musique : Chris Walden
- Durée : 90 min
- Pays :  Allemagne

## Distribution
- Mirjam Weichselbraun : Marie Gruber
- Erol Sander : Bernhard Reichenberg
- Maximilian Schell : Karl Friedrich Weidemann
- Gaby Dohm : Katja Reichenberg
- Rebecca Immanuel : Mercedes Weidemann
- Peter Weck : Otto
- Alexander Lutz : Stefan
- Krista Stadler : Helga Gruber
- Werner Prinz : Paul Gruber
- Susanne Kellermann : Petra